# Fernanda Pires da Silva
Fernanda Ferreira Pires da Silva (Lisboa, 27 de agosto de 1926-Río de Janeiro, 11 de enero de 2020) fue una empresaria portuguesa.

## Biografía

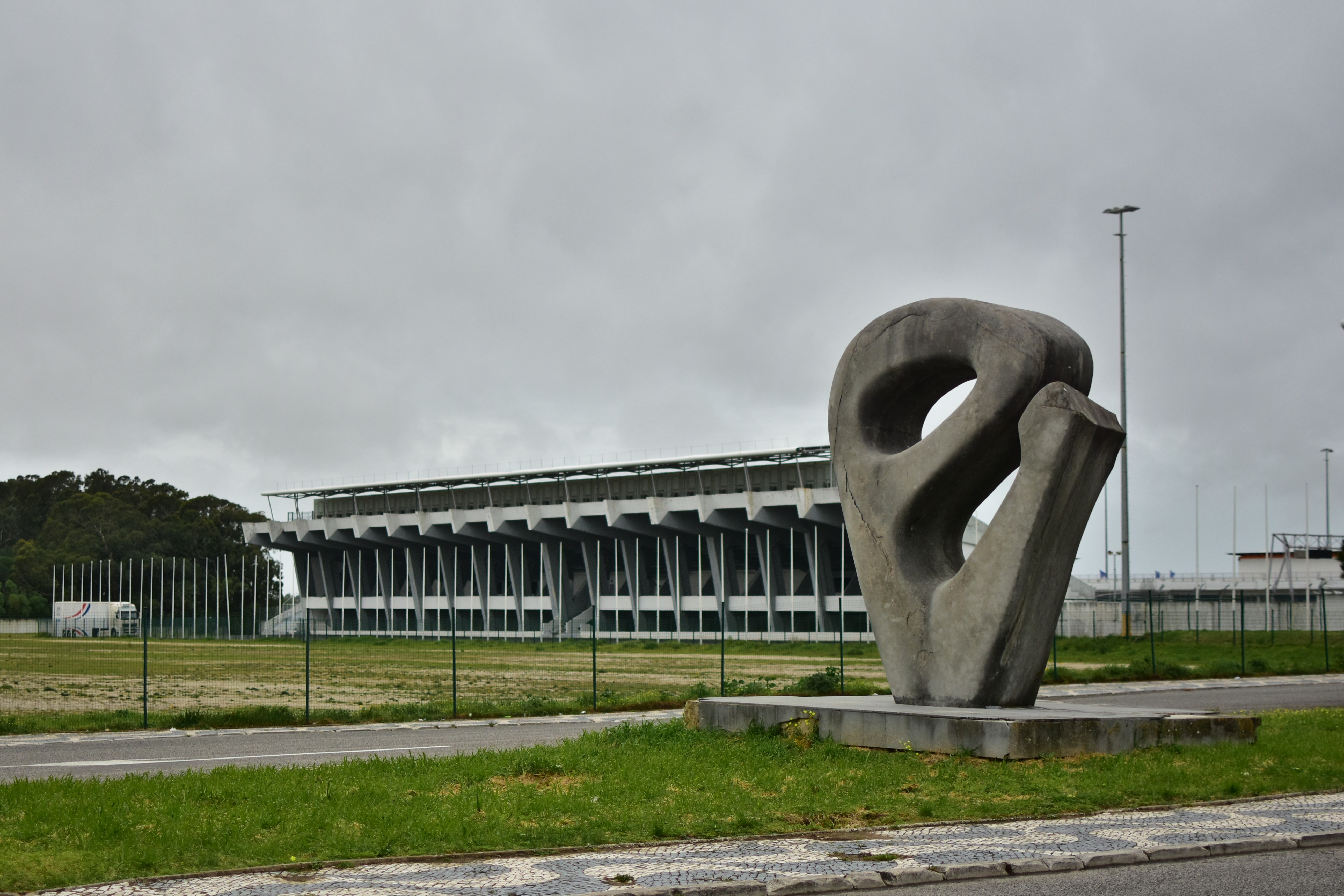
Autódromo Fernanda Pires da Silva en 2018.

Creó el Autódromo de Estoril en Portugal, que luego fuera designado con su nombre. El 16 de noviembre de 1972, fue nombrada Comandante de la Orden Civil del Mérito de la Clase Industrial Agrícola e Industrial y galardonada con la Gran Cruz de la Orden del Mérito de Portugal.

## Vida privada
Contrajo matrimonio con Abel de Moura Pinheiro y luego con Alberto Teotónio Pereira. Era madre de dos hijos: Abel y Juan Pablo.
Falleció el 11 de enero de 2020 a los 93 años, en Río de Janeiro.